# Elvissandwich

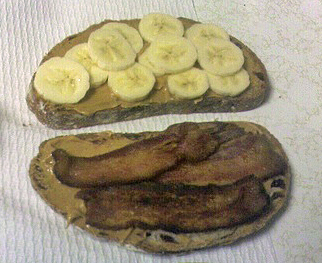
Brood, bacon, banaan, pindakaas

De Elvissandwich bestaat uit sneden geroosterd brood met pindakaas, gepureerde of in plakken gesneden banaan en soms spek. Ook wordt honing weleens gebruikt in varianten van deze sandwich. De sandwich wordt veelal geroosterd in een pan of op een bakplaat. Het recept voor de sandwich is gepubliceerd in verschillende kookboeken en kranten.

## Elvis Presley
De sandwich met pindakaas en banaan wordt beschouwd als favoriet van Elvis Presley, die bekendstond om zijn voorliefde voor de warme sandwich Fool's Gold Loaf. Boeken over Presleys lievelingsgerechten en culinaire voorkeuren, alsook andere gepubliceerde verslagen over zijn liefde voor de pindakaas-banaansandwich, hebben ertoe geleid dat deze sandwich algemeen geassocieerd wordt met Elvis Presley. Derhalve wordt de sandwich met pindakaas, banaan en eventueel spek vaak Elvissandwich genoemd.
Een nieuwsbericht suggereert dat, gestoeld op weergaves van naar hem vernoemde sandwiches, Presley deze at met gekaramelliseerde bananen en knapperig spek op geroosterd Hawaïaans brood, dat vervolgens geroosterd werd in vet uit het spek. Het boek The Good, the Bad, and the Yummy noemt een recept met een halve banaan en een stuk spek per sandwich, waarbij de sandwiches bruingebakken werden in een koekenpan met boter, de sandwiches daarna in stukken werden gesneden en opgestapeld.

## Varianten
De Elvissandwich kent meerdere varianten. Nigella Lawson behandelde in haar tv-programma Nigella Bites in 2007 de Elvis Presley's Fried Peanut Butter and Banana Sandwich, die bestond uit witbrood, boter, banaan en pindakaas.
Een andere variant op de sandwich is de pindakaas-banaanclubsandwich, die een combinatie vormt tussen de Elvissandwich en de club sandwich door sla, basterdsuiker en citroensap toe te voegen.